# Giovanni Carnovali

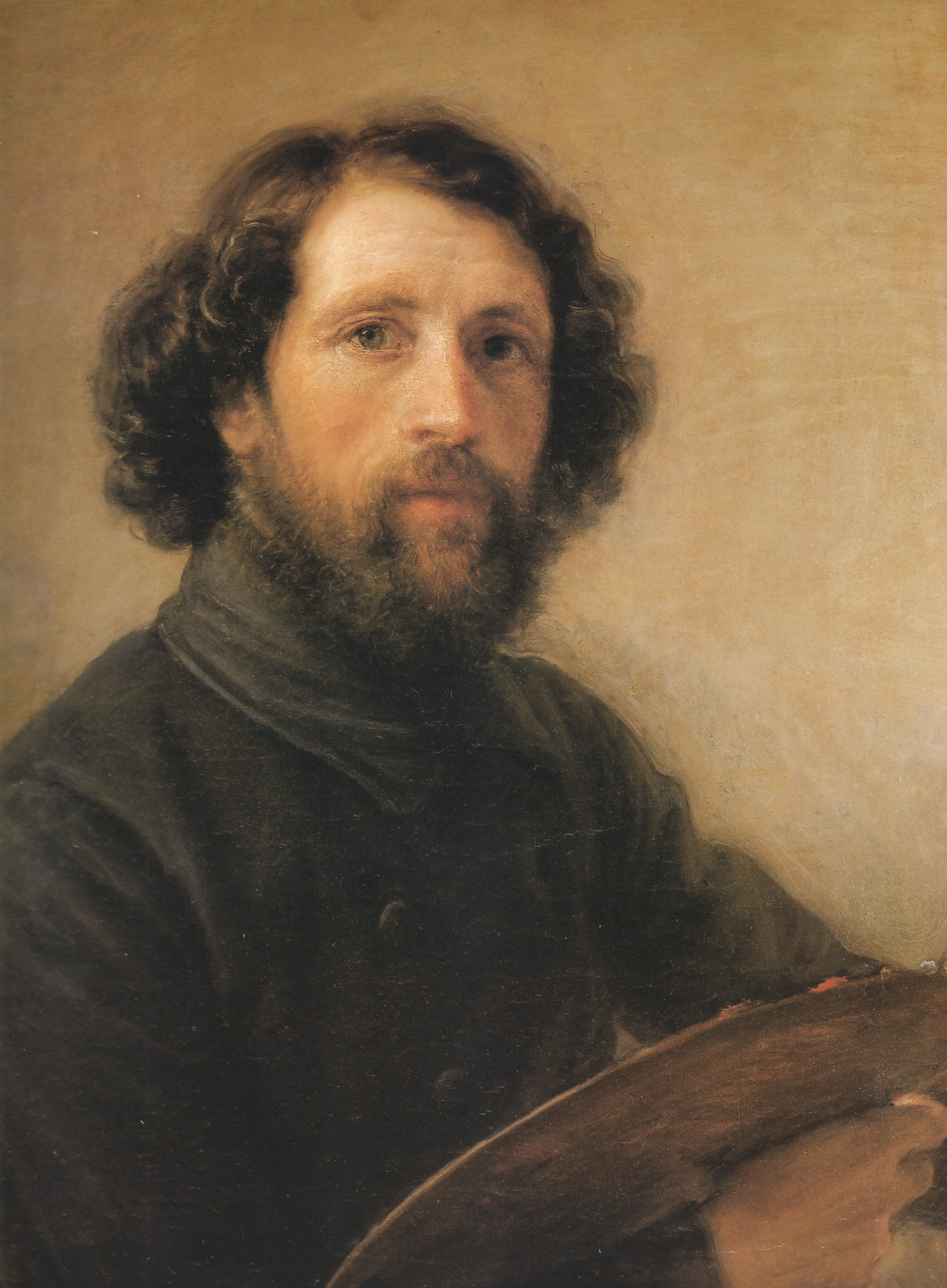
Giovanni Carnovali
Autoritratto, 1846-1850 ca
Accademia Carrara, Bergamo

Giovanni Carnovali (anche Carnevali) detto il Piccio (Montegrino Valtravaglia, 29 settembre 1804 – Coltaro, 5 luglio 1873) è stato un pittore italiano.

## Biografia
A volte citato come Giovanni Carnevali, Giovanni Carnovali, detto il Piccio, nacque a Montegrino Valtravaglia (VA) da una famiglia dalle umili origini e si trasferì in tenera età ad Albino, in provincia di Bergamo, per via del lavoro del padre, capomastro che lavorava per i conti Spini.
Ben presto mise in luce le sue doti d'artista e si racconta che dipinse un mazzo di chiavi, sulla porta di una villa, e che in molti le presero per vere.
La famiglia capì che la strada del giovane era segnata e a 11 anni venne accolto presso l'Accademia Carrara di Bergamo, sotto l'ala protettrice del pittore neoclassico Giuseppe Diotti. Dimostrò fin dall'inizio le sue capacità, dipingendo con colori vaporosi e morbidi, nello stile del romanticismo, con tecniche da autodidatta.
Assunse presto il soprannome Il Piccio (cioè il piccolo), che lo accompagnò per tutta la vita e che ancora oggi lo contraddistingue.
Intraprese, dall'età di 27 anni, una serie di viaggi, volti allo studio dei grandi maestri del XVII secolo, che lo portarono a Parma (dove ammirò le opere di Correggio) e Roma nel 1831 e a Cremona, dove visse dal 1832 al 1835. Nel 1836 si stabilì definitivamente a Milano. Un altro viaggio fece nel 1845 a Parigi, dove ebbe contatti con Delacroix. Andava a piedi, spesso con l'amico Trécourt, con cui fu in Svizzera e nel 1848 a Roma e a Napoli.
Durante i suoi viaggi riempiva taccuini di disegni «dettati dall'emotività particolarmente gentile e un poco sensuale». Sembra che si sia innamorato di una ragazza, ma che, prima di dichiararsi, inaspettatamente ella morì ed egli lo seppe quando vide il funerale. Rimase fedele al ricordo dell'amata, per tutta la vita.
Si racconta che non volle più mettere piede a Montegrino Valtravaglia, suo paese natio, perché in quel paese fu costruita una strada carrozzabile che, a suo avviso, rovinava il paesaggio che egli aveva molte volte dipinto.
In questo piccolo borgo si trova ancora la sua casa natale e, nell'attigua piazza che porta il suo nome, c'è un busto bronzeo a lui dedicato.
Giovanni Carnovali morì il 5 luglio 1873, per un malore, mentre stava nuotando nel Po presso Coltaro nel Parmense. La leggenda popolare racconta che il Piccio era solito, d'estate, bagnarsi nel Po, avendo prima adagiato i suoi vestiti in un grosso ombrello da carrettiere che, capovolto, galleggiava sull'acqua. Il pittore affidava dunque l'ombrello e se stesso alle correnti del fiume. Si narra che il giorno della sua morte sia stato ritrovato subito il suo ombrello, ma non il suo corpo. I suoi resti riposano nel cimitero di Cremona, presso la Cappella Bertarelli.

### L'artista

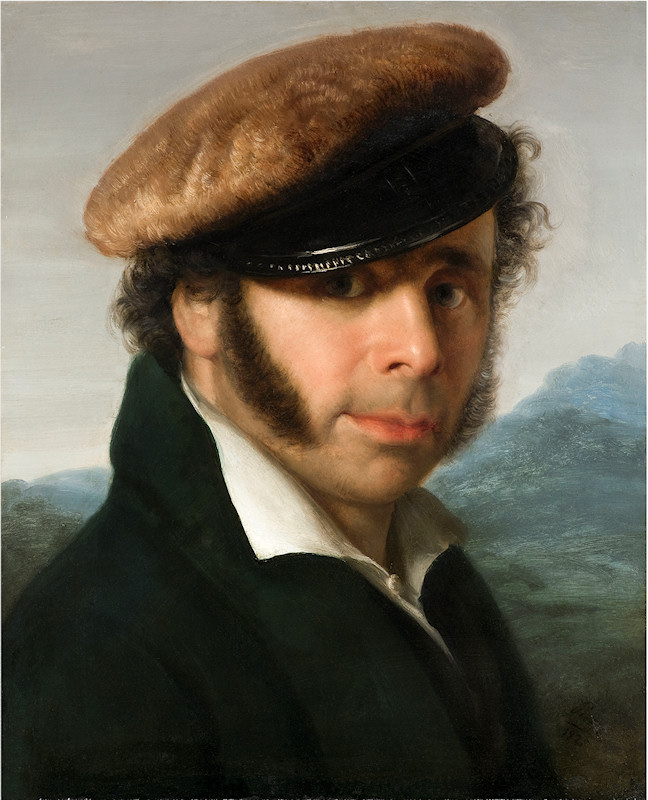
Giovanni Carnovali
Ritratto di Pietro Ronzoni, 1825 Fondazione Cariplo

Lo stile del Carnovali è strettamente legato alla tradizione lombarda del Rinascimento ed è riconoscibile per spiccata luminosità e spontaneità. Queste caratteristiche creano nei dipinti atmosfere quasi trasparenti, con tonalità molto accese, che in qualche modo richiamano i grandi artisti del XVIII secolo, tra cui Tiepolo e Zuccarelli e Guardi.
Le sue principali opere hanno come soggetto scene bibliche, come la Pala di Agar per la basilica di San Martino di Alzano Lombardo, mitologiche e della Roma antica. Rinomati sono i suoi paesaggi e i numerosi ritratti di personaggi dell'aristocrazia e della borghesia.
Definito come bizzarro ed inquieto, ha sempre avuto un tocco originale. È stato uno dei pochi pittori romantici italiani a trasferire sulla tela il sentimento, con autentica spontaneità, senza indulgere in imitazioni a correnti pittoriche contemporanee.
La sua pennellata sciolta, a tocchi e a macchie, ha sempre mantenuto un grande realismo ed è capace di trasmettere le immagini direttamente alla coscienza. Il Piccio, tra gli artisti significativi dell'Ottocento, è stato forse il primo interprete di una pittura moderna  – che approderà alla Scapigliatura e al Divisionismo  – con carattere originale ed anticonformista.
Anche per questo non fu apprezzato dai contemporanei, spesso ritenuto o troppo antico o troppo moderno. Al suo tempo la classicità dei soggetti non era apprezzata e l'uso del non finito, agli occhi dei suoi contemporanei, sembrò un oltraggio alla "buona pittura".
Nel 1909, nel corso di una mostra tenutasi a Milano, le sue opere vennero riscoperte dalla critica e rivalutate. Giovanni Carnovali divenne famoso anche per il suo carattere particolare e stravagante: si raccontano curiosi aneddoti, tra cui quello che lo vide protagonista di un viaggio al paese d'origine, al fine di rivedere i suoi parenti. Dopo aver percorso parecchie miglia a piedi, giunse a destinazione in piena notte. Vide che la casa dei suoi era illuminata e si avvicinò riconoscendo le voci dei parenti. Diede un'occhiata dalla finestra e, dopo aver appurato che tutti stavano bene ed erano sereni, ritornò da dove era venuto.
La vita del Piccio va ricostruita dalle sue opere considerato che «non teneva diari e si sa che, piuttosto di scrivere una lettera, preferiva mettersi in viaggio, anche a piedi, per raggiungere di persona i suoi corrispondenti».

### Citazioni
(D’Ancona)
(Hayez)
(Trécourt)
(Somaré, critico d’arte)
(M.Valsecchi)

## Giovanni Carnovali nei musei
- Galleria d'arte moderna di Milano
- Galleria d'arte moderna Ricci Oddi di Piacenza
- Pinacoteca Malaspina di Pavia
- Accademia Carrara di Bergamo
- Museo civico Ala Ponzone di Cremona